# پل آر. گراس
پل آر. گراس (انگلیسی: Paul R. Gross؛ زادهٔ ۱ ژانویهٔ ۱۹۵۳) زیست‌شناس، و  استاد در دانشگاه ویرجینیا نویسنده است.
وی همچنین برندهٔ جوایزی همچون بازنشستگی افتخاری شده‌است.
پل آر. گراس یک زیست شناس و نویسنده است که شاید برای عموم مردم برای خرافه عالی (1994)، که با نورمن لویت نوشته شده است، شناخته شده است. گراس استاد دانشگاه علوم زیستی (بازنشسته) در دانشگاه ویرجینیا است. او قبلاً به عنوان استاد و معاون رئیس دانشگاه خدمت می کرد. او به طور گسترده در مورد تضادهای فکری جنگ های علمی، زیست شناسی، تکامل، و خلقت گرایی نوشته است - برای مثال، کتاب اسب تروای Creationism's Creationism: The Wedge of Intelligent Design (2004) که با باربارا فارست نوشته شده است.
گراس A.B خود را به دست آورد. در جانورشناسی و دکترای او. در فیزیولوژی عمومی از دانشگاه پنسیلوانیا. او در مؤسسه فناوری ماساچوست، دانشگاه نیویورک، دانشگاه براون و دانشگاه روچستر تدریس کرده است. از سال 1978 تا 1988 او مدیر و رئیس آزمایشگاه بیولوژیکی دریایی در وودز هول، ماساچوست بود.